# 阿尔德亚索尼亚
阿尔德亚索尼亚，是西班牙卡斯蒂利亚-莱昂塞戈维亚省的一个市镇。 总面积19平方公里，总人口95人（2001年），人口密度5人/平方公里。